# Hartmut Brun
Hartmut Brun (* 23. August 1950 in Dömitz) ist ein deutscher Publizist und Literaturforscher.

## Leben
Hartmut Brun erlernte den Beruf eines Stahlschiffbauers und war danach als Schlosser, Werkstattmeister und Abteilungsleiter in einem Baubetrieb tätig. 1990 war er Bürgermeister in seinem Wohnort Polz, 1992 Mitarbeiter der Kreisverwaltung Ludwigslust. Ab 1996 arbeitete Brun als Dozent bei Bildungseinrichtungen in Ludwigslust und Neustadt-Glewe. Von 2004 bis 2010 leitete er das Schullandheim in Lenzen/Elbe.
Seit 1979 ist Hartmut Brun publizistisch tätig. Ein Schwerpunkt seiner Arbeit ist die Griese Gegend im Südwesten Mecklenburgs. Brun gab Ende der 1980er Jahre Bücher mit Arbeiten von Johannes Gillhoff und Richard Giese heraus, deren Werke zuvor mehrere Jahrzehnte nicht in der DDR erschienen waren. Er ist seit 1995 im Vorstand der Fritz Reuter Gesellschaft  und seit 2000 Vorsitzender der Johannes Gillhoff Gesellschaft.

## Werke
- Der Reuterstein und seine Dichter. Schwerin, Stock und Stein 1996. ISBN 3-910179-74-6
- .. die Überraschung aber ist das Städtchen: Ludwigslust. Rostock, Hinstorff 2001. ISBN 3-356-00891-9
- Rathäuser in Mecklenburg-Vorpommern. Rostock, Hinstorff 2001. ISBN 3-356-00912-5
- Gillhoff-Preisträger: „Hier ist nicht Spiel noch Nachahmung“. Rostock, Hinstorff 2002. ISBN 3-356-00936-2
- Strohkaten: Beiträge in den Mecklenburgischen Monatsheften 1925 – 1928. Rostock, BS-Verlag 2003. ISBN 3-89954-033-6

## Ehrungen
- 1990 Johannes-Gillhoff-Preis
- 1990 Fritz-Reuter-Medaille der Landsmannschaft Mecklenburg
- 2002 Fritz-Reuter-Literaturpreis der Reuterstadt Stavenhagen und des Fritz-Reuter-Literaturmuseums
- 2017 Ehrennadel des Landes Mecklenburg-Vorpommern
- 2019 Unkel-Bräsig-Preis